# Cotoneaster mongolicus
Cotoneaster mongolicus är en rosväxtart som beskrevs av Antonina Ivanovna Pojarkova. Cotoneaster mongolicus ingår i släktet oxbär, och familjen rosväxter. Inga underarter finns listade i Catalogue of Life.